# Ніцца (аеропорт)

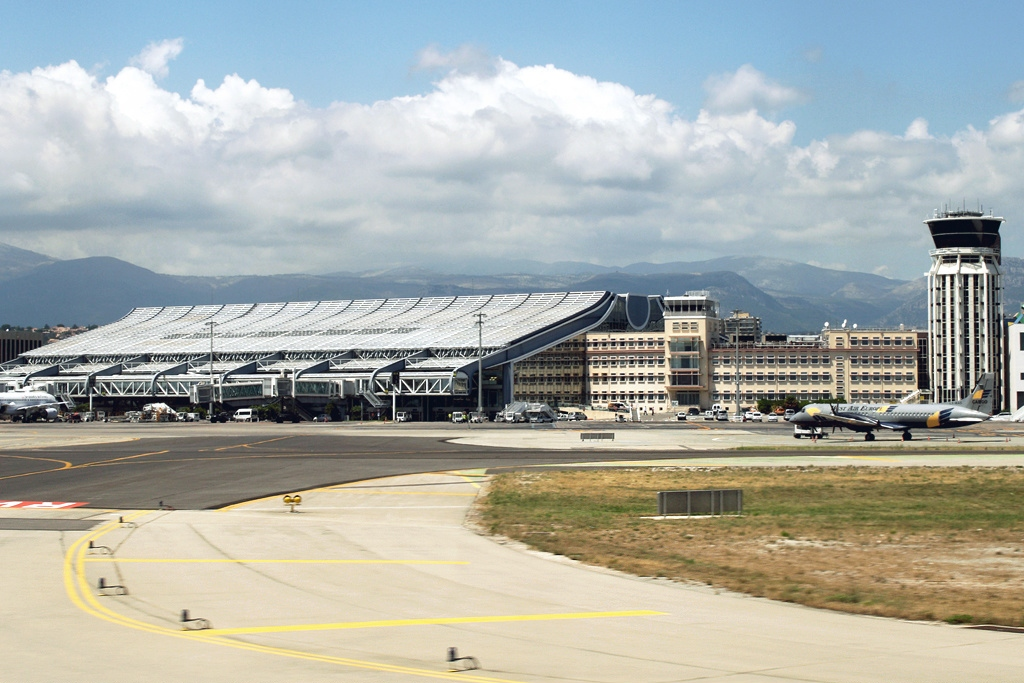
Термінал 1

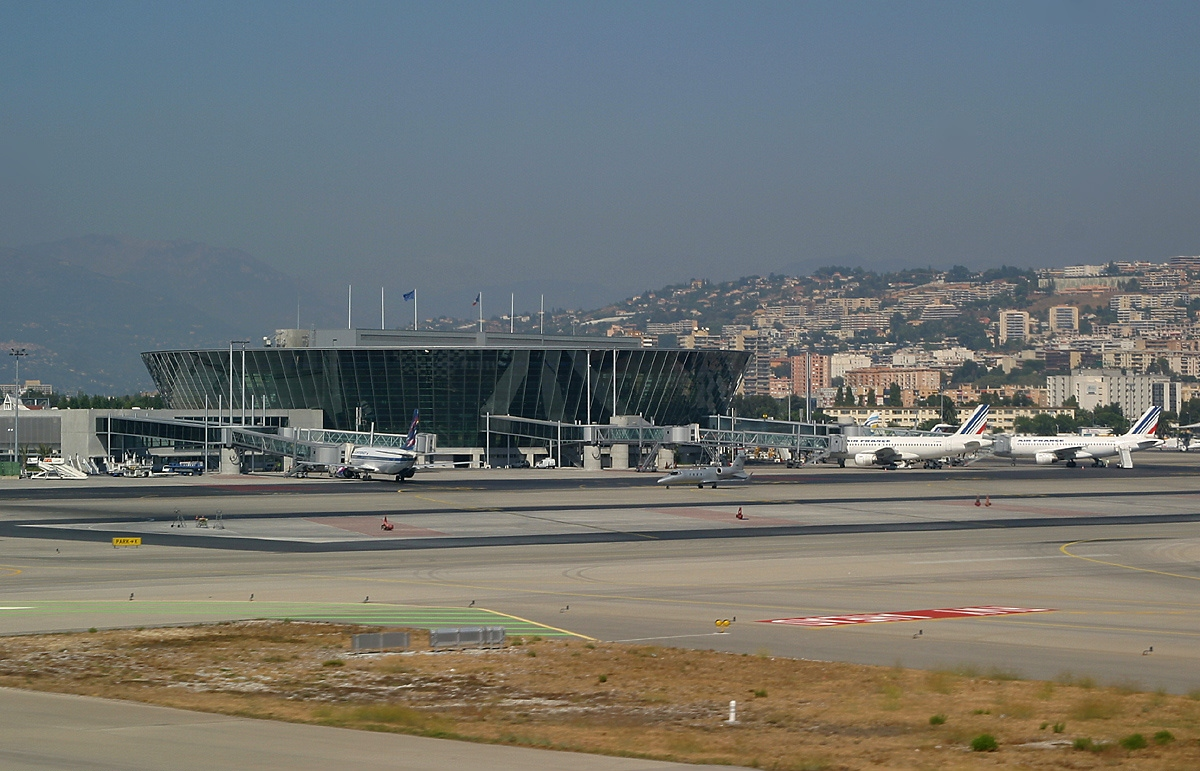
Термінал 2

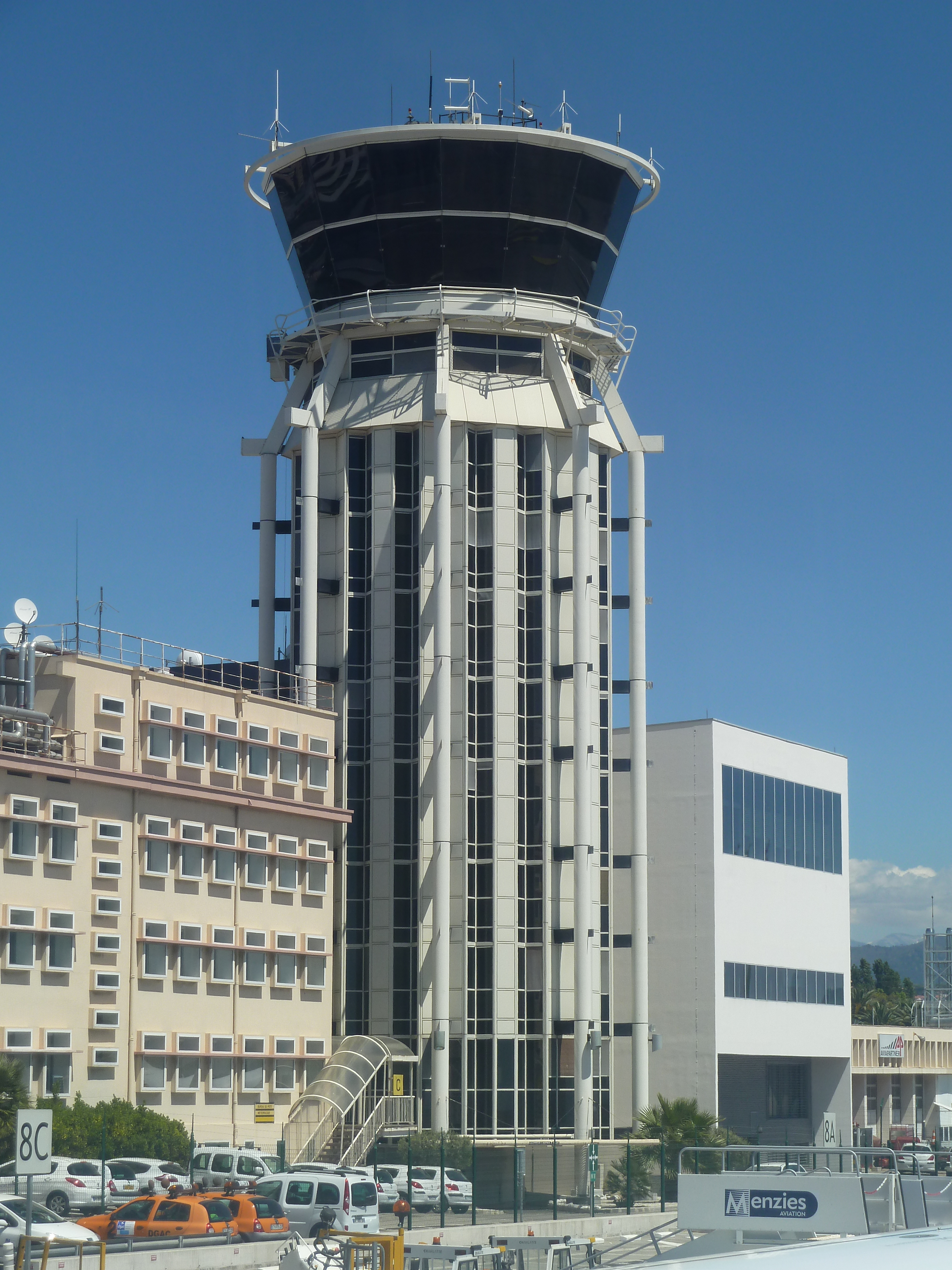
Контрольна вежа

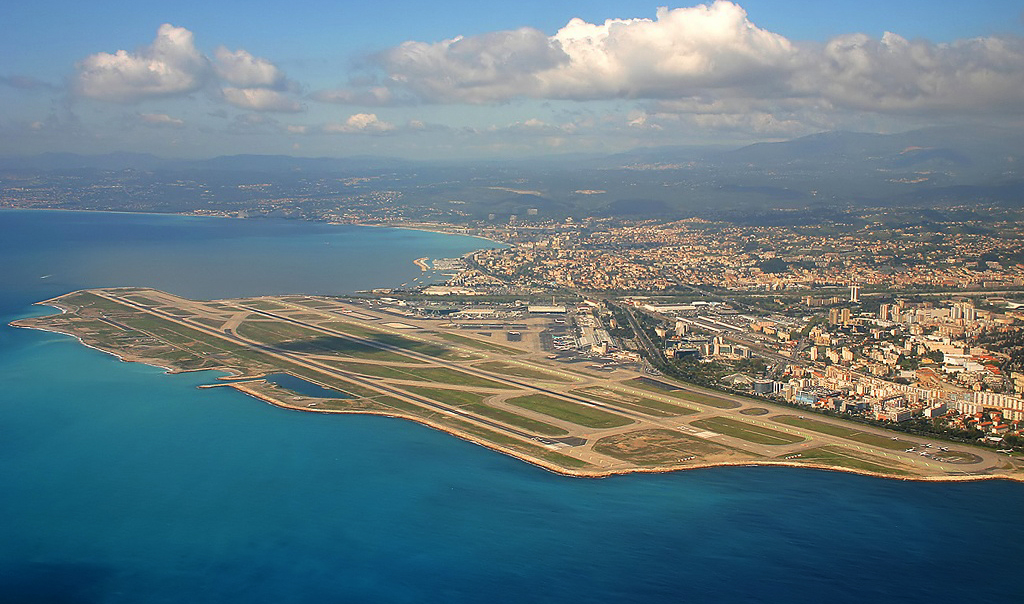
Аеропорт з висоти пташиного польоту

Аеропорт «Ніцца — Лазурний Берег» (фр. Aéroport Nice Côte d'Azur, (IATA: NCE, ICAO: LFMN)) — міжнародний аеропорт у французькому місті Ніцца (за 4 км на захід від його центральної частини). Розташований на березі Середземного моря біля гирла річки Вар. Є основним аеропортом Лазурного Берега. Часто використовується при подорожах в Ніццу, Монако, Канни, і Сен-Тропе.
Аеропорт є третім за пасажиропотоком аеропортом Франції. На сьогоднішній день діють два термінали. 
Аеропорт є хабом для авіакомпаній:
- Air France
- EasyJet
- HOP!

Автобусні маршрути сполучають аеропорт з Ніццою та іншими містами узбережжя.

## Авіалінії та напрямки на листопад 2020

### Пасажирські
| Авіакомпанія                   | Пункт призначення |
| ------------------------------ | --- |
| Aegean Airlines                | Сезонний:' Афіни |
| Aer Lingus                     | Сезонний: Корк, Дублін |
| Aeroflot                       | Москва-Шереметьєво |
| Air Algérie                    | Алжир, Константіна |
| Air Corsica                    | Аяччо, Бастія, Кальві, Фігарі |
| Air France                     | Париж-Шарль де Голль, Париж-Орлі Сезонний: Алжир, Афіни, Бейрут, Клермон-Ферран, Ла-Рошель, Тель-Авів, Тулуза |
| Air France Hop                 | Біарриц, Бордо, Брест, Кан, Лілль, Ліон, Мец, Нант, Ренн, Страсбург Сезонний: По, Кемпер |
| Air Moldova                    | Сезонний: Кишинів |
| Air Serbia                     | Сезонний: Белград |
| Air Transat                    | Сезонний: Монреаль-Трюдо |
| Alitalia                       | Рим-Ф'юмічіно |
| Austrian Airlines              | Відень |
| Belavia                        | Мінськ |
| Blue Air                       | Бухарест |
| British Airways                | Лондон-Сіті, Лондон-Гатвік, Лондон-Хітроу Сезонний: Лондон-Станстед |
| Brussels Airlines              | Брюссель |
| Chalair Aviation               | Лімож Сезонний: Ажен, Бержерак |
| Czech Airlines                 | Прага |
| Delta Air Lines                | Сезонний: New York–JFK |
| easyJet                        | Амстердам, Барселона, Берлін-Бранденбург, Бордо, Бристоль, Брюссель, Фару, Женева, Лілль, Лісабон, Ліверпуль, Лондон-Гатвік, Лондон-Лутон, Манчестер, Марракеш, Нант, Неаполь, Париж-Шарль де Голль, Париж-Орлі, Порту, Ренн, Рим-Ф'юмічіно, Тель-Авів, Тенерифе-Південний, Тулуза, Венеція Сезонний: Агадір, Белфаст, Біарриц, Кальярі, Катанія, Ханья, Единбург, Гамбург, Ібіца, Менорка, Міконос, Ольбія, Пальма-де-Мальорка, Севілья, Танжер |
| El Al                          | Тель-Авів |
| Emirates                       | Дубай |
| Eurowings                      | Дюссельдорф, Штутгарт Сезонний: Кельн/Бонн, Гамбург |
| Finnair                        | Сезонний: Гельсінкі |
| Heli Air Monaco                | Монако |
| Heli Securite                  | Сезонний: Сен-Тропе |
| Iberia Express                 | Мадрид |
| Iberia Regional                | Мадрид Сезонний: Ібіца, Малага, Пальма-де-Мальорка |
| Jet2.com                       | Бірмінгем, Лідс/Бредфорд, Лондон-Станстед, Манчестер |
| KLM                            | Амстердам |
| La Compagnie                   | Сезонний: Ньюарк |
| LOT Polish Airlines            | Варшава-Шопен |
| Lufthansa                      | Франкфурт, Мюнхен |
| Luxair                         | Люксембург |
| Middle East Airlines           | Сезонний: Бейрут |
| Monacair                       | Монако |
| Norwegian Air Shuttle          | Копенгаген, Гельсінкі, Осло-Гардермуен, Стокгольм-Арланда Сезонний: Берген, Гетеборг, Ставангер, Тронгейм |
| Nouvelair                      | Монастір, Туніс |
| Qatar Airways                  | Доха |
| Rossiya                        | Ст Петербург |
| Royal Air Maroc                | Касабланка |
| Ryanair                        | Дублін, Лондон-Станстед |
| S7 Airlines                    | Москва–Домодєдово |
| Scandinavian Airlines          | Копенгаген, Осло-Гардермуен, Стокгольм-Арланда Сезонний: Орхус, Берген, Гетеборг, Ставангер, Тронгейм |
| SkyUp                          | Сезонний: Київ-Бориспіль |
| Swiss International Air Lines  | Женева, Цюрих |
| TAP Air Portugal               | Лісабон |
| TAROM                          | Бухарест |
| Transavia                      | Амстердам, Ейндговен, Нант |
| TUI fly Belgium                | Сезонний: Марракеш, Остенде/Брюгге |
| Tunisair                       | Джерба, Монастір, Туніс |
| Turkish Airlines               | Стамбул-Аеропорт |
| Twin Jet                       | Мілан-Мальпенса |
| Ukraine International Airlines | Сезонний: Київ-Бориспіль |
| United Airlines                | Сезонний: Ньюарк |
| Volotea                        | Нант, Страсбург, Тулуза Сезонний: Брест, Кан, Люксембург, Малага, Мальта, Палермо, По, Ренн, Спліт |
| Vueling                        | Барселона |
| Wizz Air                       | Бухарест, Будапешт, Кишинів, Краків, Софія, Відень, Вільнюс, Варшава |

### Вантажні
| Авіакомпанія        | Пункт призначення |
| ------------------- | ----------------- |
| ASL Airlines France | Марсель           |

## Статистика
| Рік  | Пасажирообіг | Зміна  |
| ---- | ------------ | ------ |
| 2018 | 13,850,561   | ▲04.1% |
| 2017 | 13,304,782   | ▲07.1% |
| 2016 | 12,427,511   | ▲03.4% |
| 2015 | 12,016,730   | ▲03.1% |
| 2014 | 11,660,208   | ▲00.9% |
| 2013 | 11,554,251   | ▲03.3% |
| 2012 | 11,189,896   | ▲07.4% |
| 2011 | 10,422,073   | ▲08.5% |
| 2010 | 9,603,014    | ▼02.3% |
| 2009 | 9,830,987    | ▼05.3% |